# Björn Isfält
Björn Isfält (* 28. Juni 1942 in Linköping; † 17. Januar 1997 in Gamla Enskede; vollständiger Name Tor Björn Engelbrekt Isfält) war ein schwedischer Musiker und Filmkomponist.

## Leben
Björn Isfält studierte an der Musikhochschule in Stockholm. Sein filmmusikalisches Debüt gab er im Jahre 1970 mit Eine schwedische Liebesgeschichte. Danach steuerte er für eine Vielzahl von Filmen aus seinem Heimatland die Musik bei, unter anderem für den Film Giliap des schwedischen Regisseurs Roy Andersson. Als einer der bekanntesten Filme, an denen er mitarbeitete, kann wohl Ronja Räubertochter genannt werden, die Verfilmung des gleichnamigen Kinderbuches von Astrid Lindgren.
Isfält galt als einer der beliebtesten und auch produktivsten Filmmusiker Schwedens. In seinen mehr als 35 Werken spielte er häufig alle Instrumente selbst, insbesondere Klavier, Flöte und Gitarre.
Er starb im Januar 1997 an Krebs.

## Filmografie (Auswahl)
- 1970: Eine schwedische Liebesgeschichte (En kärlekshistoria)
- 1980: Blühende Zeiten (Blomstrande tider)
- 1981: Afrikanische Tragödie (Gräset sjunger)
- 1977: Die Brüder Löwenherz (Bröderna Lejonhjärta)
- 1981: Rasmus und der Vagabund (Rasmus på luffen)
- 1981: Wer gewinnt das Rennen? (Göta kanal eller Vem drog ur proppen?)
- 1984: Ronja Räubertochter (Ronja Rövardotter)
- 1985: Mein Leben als Hund (Mitt liv som hund)
- 1988: Allerliebste Schwester (Allrakäraste syster)
- 1989: Die Reise nach Melonia (Resan till Melonia)
- 1993: Gilbert Grape – Irgendwo in Iowa (What’s Eating Gilbert Grape)
- 1993: Der letzte Tanz (Sista dansen)